# روبرت واينبرغ
روبرت واينبرغ (بالإنجليزية: Robert Allan Weinberg) هو عالم كيمياء حيوية وعالم أحياء وأستاذ جامعي أمريكي، ولد في 11 نوفمبر 1942 في بيتسبرغ في الولايات المتحدة.